# Nacionalna afrička unija neovisnog Mozambika
Nacionalna afrička unija neovisnog Mozambika (port. União Nacional Africana de Moçambique Independente, UNAMI), bila je politička organizacija izgnanika iz okruga Tete u Portugalskoj Istočnoj Africi koja se borila za neovisnost Mozambika. Nakon što je Tanganjika izborila neovisnost, sjedište je premjestila u Dar es Salaam 1961. godine. 25. lipnja 1962. uz ohrabrenje od CONCP-a i Juliusa Nyererea, tri regionalno bazirane organizacije koje su se borile za neovisnost - UDENAMO, MANU i Nacionalna afrička unija neovisnog Mozambika (UNAMI) su se ujedinile čime je nastao FRELIMO.